# 아나니 사건

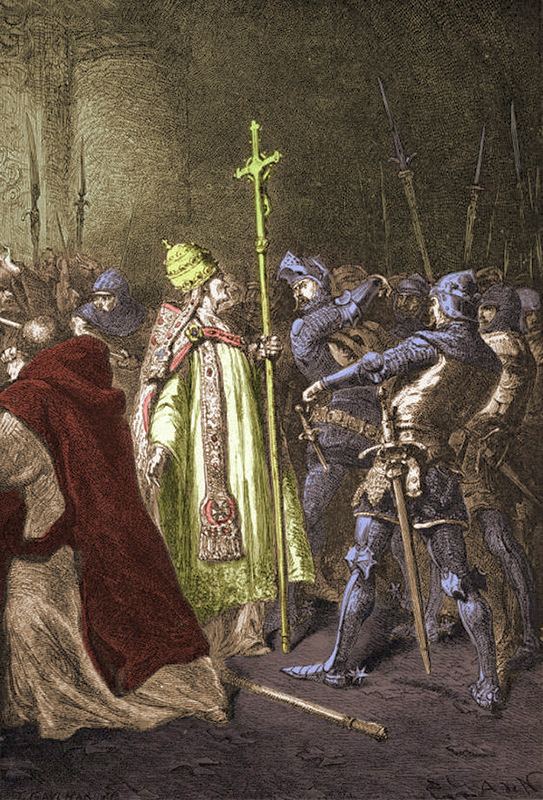
아나니 사건 (1303년 9월 7일)

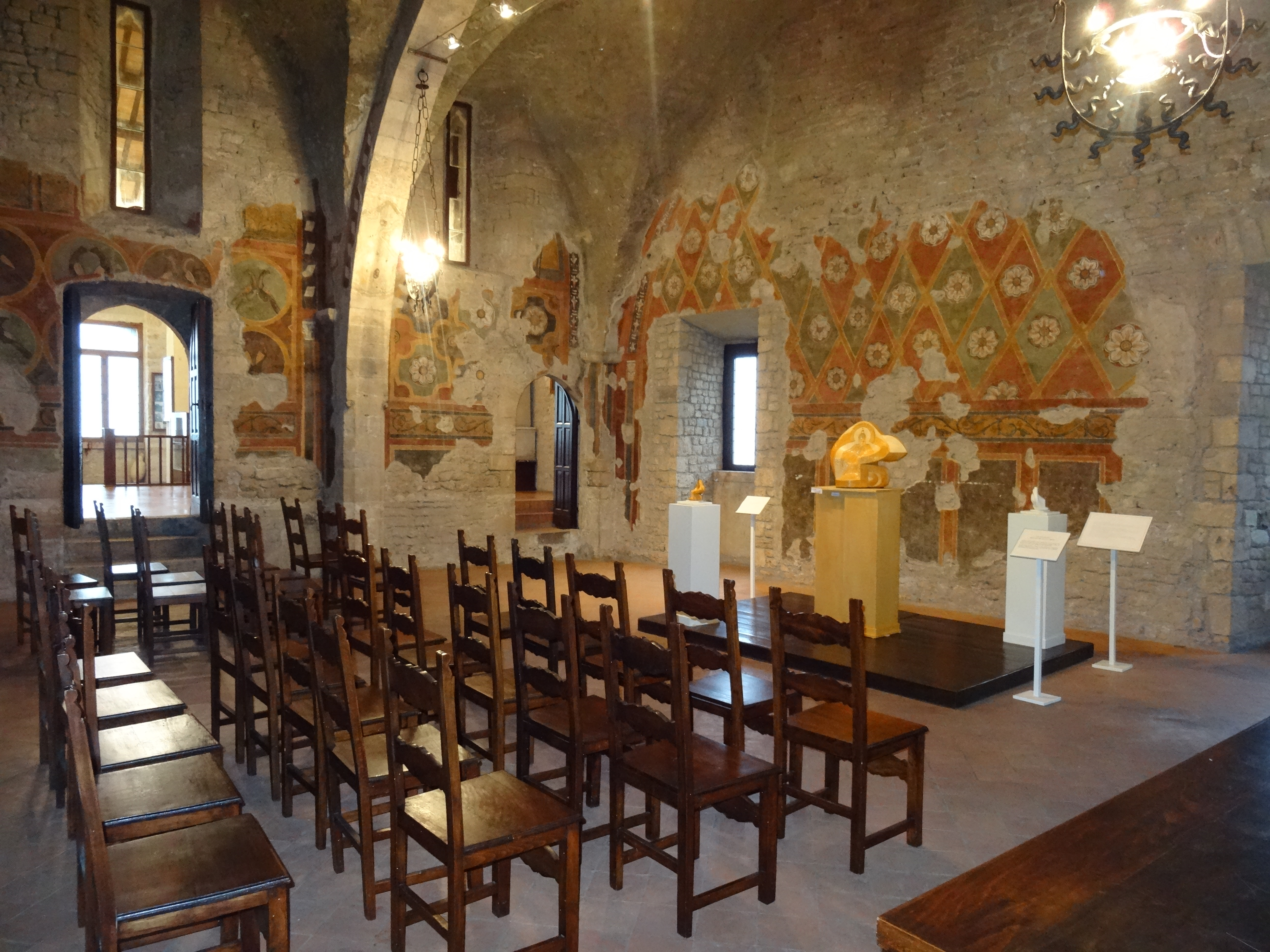
교황이 빰을 맞은 방

아나니 사건(Anagni Incident, 1303년 9월 7일)은 프랑스 왕 필리프 4세가 교황 보니파시오 8세를 습격하여 교황에게 치욕을 안겨준 사건이다. 이 사건이후 아비뇽 유수가 발생하며 교황권은 크게 추락하였다. 1303년 교황 보니파시오 8세는 교황별궁이 있는 아나니에서 생포된 후 로마 귀족가문 출신 '시아라 콜로나'에게 빰을 맞았고 그 충격으로 인해 한 달 만에 사망하고 말았다.

## 배경
프랑스 왕 필리프 4세는 교회와 수도원에 대한 과세, 재화의 국외 반출 금지령(1296)에 의해서 국내의 교회·수도원 재산의 교황청에의 유출을 막고, 나아가 주교(主敎) 체포 사건까지도 유발시켰다. 여기에 대해서 교황 보니파시오 8세는 회칙(回勅)을 발표하여 항의했다. 그러나 필리프 4세는 삼부회(1302)를 소집하여 교황에 대항하는 세론을 굳혔다. 1303년에 필리프 4세는 자신의 측근 기욤 드 노가레가 이끄는 소규모 병사들을 이탈리아 아나니로 급파한다. 기욤 드 노가레는 로마귀족 '시아라 콜로나'의 협조하에 아나니(Anagni)에 있는 별장에 머물고 있던 교황을 습격하여 감금했다. 이때 교황 보니파시오 8세는 빰을 맞는등 구타를 당했다. 3일후에 아나니 주민들이 들고 일어나자 교황은 풀려났으나 이 사건으로 충격을 받은 교황은 한 달동안 병석에 누워지내다가 사망하고 말았다. 이 사건 후 아비뇽 유수가 발생하며 교황권은 쇠퇴하였다.